# Suni (Sardinien)
Suni (sardisch: Sune) ist eine italienische Gemeinde (comune) in der Provinz Oristano mit 980 Einwohnern (Stand 31. Dezember 2023) im Westen Sardiniens und grenzt unmittelbar an die Provinzen Nuoro und Sassari. 5,5 Kilometer westlich von Suni befindet sich die Mittelmeerküste.

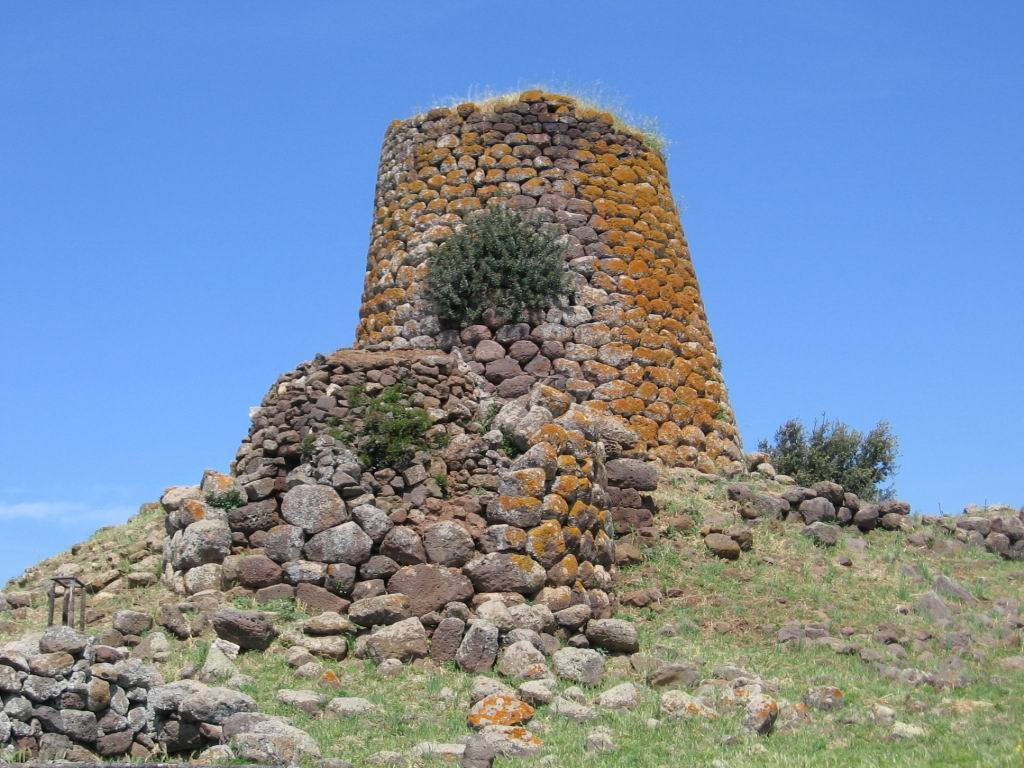
Die Nuraghe Nuraddeo

## Verkehr
In der Gemeinde kreuzen die Strada Statale 292 Nord Occidentale Sarda von Alghero nach Massama bei Oristano und die Strada Statale 129bis Trasversale Sarda von Orosei nach Macomer. Suni hatte eine Haltestelle an der Bahnstrecke Macomer–Bosa, die aber aufgelassen wurde.
Bei Suni liegen die Nuraghe Nuraddeo, die Protonuraghe Seneghe und die Domus de Janas von Chirisconis.